# Елена (порноактриса)
Елена (англ. Elena, род. 9 апреля 1975, СССР) — американская порноактриса российского происхождения, лауреатка премии XRCO Award.

## Биография
Родилась 9 апреля 1975 года в СССР. Дебютировала в порноиндустрии в 1998 году, в возрасте около 23 лет.
Снималась для таких студий, как Elegant Angel, Evil Angel, Metro, New Sensations, Vivid Entertainment и других.
В 1999 году получила премию XRCO Award в номинации «лучшая парная сцена» за Pink Hotel on Butt Row совместно с T. T. Boy. В этом же году была номинирована на AVN Awards как лучшая новая старлетка.
Ушла из индустрии в 2006 году, снявшись в 116 фильмах.

## Награды и номинации
| Год  | Награда    | Категория              | Работа                 | Результат |
| ---- | ---------- | ---------------------- | ---------------------- | --------- |
| 1999 | XRCO Award | Лучшая парная сцена    | Pink Hotel on Butt Row | Победа    |
| 1999 | AVN Awards | Лучшая новая старлетка | н/д                    | Номинация |

## Избранная фильмография
- Pink Hotel on Butt Row[7] (1998)